# Грязи-Орловские
Гря́зи-Орло́вские — узловая станция Мичуринского региона Юго-Восточной железной дороги в городе Грязи Липецкой области. Расположена у южной границы бывшего села Таволжанка. От станции отходят соединительные ветки на волгоградское и ростовское направления Последняя используется поездами, следующими на юг без заезда на станцию Грязи-Воронежские.

## История
Станция начала строиться в 1867 году одновременно с работами на всей линии Грязи — Елец. Открыта в 1868 году под названием Гря́зи-Еле́цкие как и вся ветка.
На станции находились локомотивное здание, деревянные открытая и крытая платформы, а также жилой дом. Локомотивное депо стало первым зданием будущего мотовозоремонтного завода — старейшего предприятия Грязей.